# Paseo del Prado und Buen Retiro, Landschaft der Künste und der Wissenschaften
Paseo del Prado und Buen Retiro, Landschaft der Künste und der Wissenschaften (spanisch El Paseo del Prado y el Buen Retiro, Paisaje de las Artes y de las Ciencias) ist eine Welterbestätte in der spanischen Hauptstadt Madrid. Sie wurde am 25. Juli 2021 in die Liste des UNESCO-Welterbes aufgenommen.
Die Stätte befindet sich am östlichen Rand der Innenstadt von Madrid und umfasst den Retiro-Park, den Königlichen Botanischen Garten von Madrid, die Prachtstraße Paseo del Prado sowie das angrenzende Stadtviertel Jerónimos. Der Paseo del Prado gilt als eine der ersten von Bäumen gesäumten Alleen Europas und war Vorbild für ähnliche städtische Promenaden. Das Ensemble entstand überwiegend im 18. und 19. Jahrhundert und spiegelt die Ideale der Aufklärung wider, indem es Wissenschaft, Kunst und Erholung in einem urbanen Raum vereint. Bedeutende Kultureinrichtungen wie das Museo del Prado, das Museo Thyssen-Bornemisza und das Museo Reina Sofía befinden sich in unmittelbarer Nähe.
Heute ist das Gebiet ein bedeutendes Zentrum für Kultur, Wissenschaft und Erholung in Madrid. Es zieht sowohl Einheimische als auch Touristen an und dient als Veranstaltungsort für zahlreiche kulturelle und wissenschaftliche Aktivitäten. Die weitläufigen Grünflächen des Retiro-Parks und die bedeutenden Museen entlang des Paseo del Prado machen das Ensemble zu einem der meistbesuchten Orte der Stadt. 
Die Bewerbung beim Welterbekomitee der UNESCO hatte Spanien im Jahr 2019 eingereicht.